# Золотая лихорадка
Золотая лихорадка (англ. gold rush) — неорганизованная массовая добыча золота на новооткрытых месторождениях, которая характеризуется стихийным наплывом старателей и хищническими методами добычи.
Новые месторождения золота с возможностью добычи золота шлиховым методом привлекают большое число людей, которые стекаются в регион, создавая лагеря старателей. Такой наплыв стимулирует развитие экономики региона, поскольку происходящие события вынуждают реагировать на потребности в продуктах питания, товарах, жилье, оборудовании. Однако относительно лёгкая добыча золота прекращается через несколько лет, уступая место механизированным методам, которые доступны только компаниям. Порождённые золотой лихорадкой населённые пункты при этом часто становятся городами-призраками.
Золотые лихорадки начались в середине XIX века и продолжаются в разных точках земного шара до сих пор. Основными периодами считаются калифорнийская (1849), австралийская (1851), новозеландская (1861—1867), южноафриканская (1886), клондайкская (1896) и аляскинская (1898) золотые лихорадки.

## Основные стадии
Типичный сценарий золотой лихорадки состоит из нескольких этапов:
- Обнаружение золота. Обычно для начала золотой лихорадки недостаточно просто найти месторождение золота — необходимы и такие условия, как большое количество этого драгоценного металла и относительно лёгкие методы добычи, не требующие крупного специального оборудования. В частности, золото на территории Юкона обнаружили задолго до начала лихорадки, но оно не привлекло внимания. Только в 1880-х годах старатели стали прибывать в округ, но и это не обретало масштабов золотой лихорадки[3], которая началась лишь после того, как Джордж Кармак, Джим Скукум и Чарли Доусон заполнили золотом чехол от винчестера за несколько часов[4]:стр.43. Каролинская лихорадка началась через несколько лет после обнаружения первого золота. Причём 17-фунтовый (7,7 кг) самородок, найденный подростком, сыном фермера Конрадом Ридом, в ручье, протекавшем возле дома их семьи в округе Кабаррус, в течение нескольких лет использовался в хозяйстве в качестве подпорки для двери хлева, так как его обладатели не ведали истинной ценности находки[5].
- Стихийное переселение старателей. Новости о золотых находках привлекают внимание общества. Стекающиеся с разных концов света старатели создают палаточные городки, которые со временем становятся населёнными пунктами. Вместе с этим развивается и инфраструктура региона: строятся дороги, в том числе железные, магазины. В основном термин «золотая лихорадка» связан с Северной Америкой, где транспортные возможности позволяли старателям перебираться из одного региона в другой, как только появлялась информация о новом месторождении.
- Шлиховой метод. Старатели пользуются самым простым методом и моют золото в ручьях с помощью лотка и лопаты. Кроме того, они могут применять более сложные способы сепарации, продолжая использовать самое примитивное доступное оборудование. Основное развитие методы добычи получили в Калифорнии, где было добыто золота на сумму около 600 миллионов долларов[6], а численность старателей превысила 250 тысяч[7].
- Механизация добычи. После того как легкодоступное золото добыто, старателей сменяют компании со всё более сложным оборудованием, которые подчиняются действующим законам и регулирующим актам.
- Отток старателей. С приходом компаний неорганизованная добыча золота сворачивается и происходит отток старателей. При отсутствии других видов деятельности население полностью покидает города.

## Золотые лихорадки
| Название                                                                   | Место                                                                    | Начало | Конец  | Изображение | Особенности |
| -------------------------------------------------------------------------- | ------------------------------------------------------------------------ | ------ | ------ | ----------- | --- |
| Бразильская золотая лихорадка Brazil Gold Rush                             | Южная Америка, Бразилия, Ору-Прету                                       | 1690   | 1823   |             | Самая массовая лихорадка, более 400 тысяч старателей из Португалии и полумиллиона рабов из Африки. |
| Каролинская золотая лихорадка Carolina Gold Rush                           | Северная Америка, США, Северная Каролина, округ Кабаррус                 | 1799   | 1828   |             | Первое золото на территории США. |
| Уральская золотая лихорадка                                                | Россия, Урал, г. Екатеринбург, г. Березовский                            | 1814   | 1854   |             | Промышленная разработка рудного золота Березовского золоторудного месторождения началась с 1745 года и продолжается в настоящее время. Вместе с тем золотая лихорадка связана с обнаружением богатейших золотых россыпей и разработки российской технологии их извлечения                                                                    |
| Золотая лихорадка в Джорджии Georgia Gold Rush                             | Северная Америка, США, Джорджия, округ Лампкин                           | 1828   | 1840-е |             | Первая настоящая лихорадка на территории США. Послужила причиной насильственного переселения индейцев. |
| Золотая лихорадка в Сибири                                                 | Евразия, Россия, Сибирь                                                  | 1828   | 1921   |             | Началась на реке Сухой Берикуль, охватила Томскую и Енисейскую губернии. |
| Ленские золотые прииски                                                    | Евразия, Россия, река Лена                                               | 1844   | 1861   |             | Проходила в районе Бодайбо. В 1912 году взбунтовавшиеся рабочие золотопромышленной компании были расстреляны. |
| Калифорнийская золотая лихорадка                                           | Северная Америка, США, Калифорния, река Американ-Ривер                   | 1848   | 1860   |             | Самая известная лихорадка. |
| Золотая лихорадка на островах Королевы Шарлотты Queen Charlottes Gold Rush | Северная Америка, Канада, Британская Колумбия, Острова Королевы Шарлотты | 1851   | ?      |             | Первая золотая лихорадка на территории современной Канады. Проходила на островах в округе Колумбия, привела к созданию отдельной британской колонии Острова Королевы Шарлотты. |
| Золотая лихорадка в Новом Южном Уэльсе New South Wales Gold Rush           | Австралия, Новый Южный Уэльс, Батерст                                    | 1851   | ?      |             | Золото нашёл старатель, вернувшийся из Калифорнии. После начала лихорадки население Австралии возросло более чем в три раза. |
| Золотая лихорадка в Виктории Victorian gold rush                           | Австралия, Виктория, Балларат                                            | 1851   | ?      |             | Правительство штата пыталось остановить отток жителей в Новый Южный Уэльс и обещало деньги тому, кто найдёт золото. Оно было найдено через 6 месяцев. В 1854 году на приисках было восстание, которое оказало большое влияние на австралийскую политику. Помимо Балларата золото было найдено в Бендиго и Бичворт (en:Beechworth, Victoria). |
| Золотая лихорадка на реке Фрейзер Fraser Canyon Gold Rush                  | Северная Америка, Канада, Британская Колумбия, река Фрейзер              | 1857   | ?      |             | Привела к образованию колонии Британская Колумбия. |
| Золотая лихорадка в Колорадо Colorado Gold Rush                            | Северная Америка, США, Колорадо, Денвер                                  | 1858   | ?      |             | Привела к созданию территории Колорадо, которая затем была признана штатом. |
| Золотая лихорадка на Рок-крик Rock Creek Gold Rush                         | Северная Америка, Канада, Британская Колумбия, Рок-крик                  | 1859   | 1862   |             | Добыто золота на 250 тысяч долларов. |
| Золотая лихорадка в Неваде Northern Nevada Gold Rush                       | Северная Америка, США, Невада                                            | 1859   | ?      |             | Более знаменита добычей серебра, но в первое время было и золото. |
| Золотая лихорадка в округе Карибу Cariboo Gold Rush                        | Северная Америка, Канада, Британская Колумбия, округ Карибу              | 1860   | 1865   |             | Самая крупная золотая лихорадка в Британской Колумбии. |
| Золотая лихорадка в Айдахо Idaho Gold Rush                                 | Северная Америка, США, Айдахо, Форт-Колвилл                              | 1859   | ?      |             | en:Fort Colville |
| Золотая лихорадка на Уайлд-хорс-крик Wild Horse Creek Gold Rush            | Северная Америка, Канада, Британская Колумбия, Уайлд-хорс-крик           | 1863   | 1866   |             | Оставила после себя два города-призрака: Фишервилл и Форт-Стил. |
| Золотая лихорадка в Квинсленде Queensland Gold Rush                        | Австралия, Квинсленд                                                     | 1863   | ?      |             | Золото было найдено в 1853 в долине реки Бойн (en:Boyne River (Queensland)), в 1870-х лихорадка продолжилась в Чартерс-Тауэрс и на реке Палмер (en:Palmer River). |
| Золотая лихорадка в Монтане Montana Gold Rush                              | Северная Америка, США, Монтана, Виргиния-сити                            | 1863   | ?      |             | Золото было найдено в en:Virginia City, Montana. В 1864 году старатели основали город Хелена, столицу штата. |
| Золотая лихорадка на реке Оминека Omineca Gold Rush                        | Северная Америка, Канада, Британская Колумбия, река Оминека              | 1869   | 1874   |             | |
| Золотая лихорадка на Северной территории                                   | Австралия, Северная территория, Пайн-крик                                | 1872   | ?      |             | Золото было найдено при строительстве железной дороги. |
| Кассиарская золотая лихорадка Cassiar Gold Rush                            | Северная Америка, Канада, Британская Колумбия, Кассиар                   | 1873   | ?      |             | |
| Золотая лихорадка Блэк-Хилс Black Hills Gold Rush                          | Северная Америка, США, Южная Дакота, Блэк-Хилс                           | 1876   | ?      |             | |
| Золотая лихорадка Блэк-Хилс Black Hills Gold Rush                          | Северная Америка, США, Южная Дакота, Блэк-Хилс                           | 1877   | ?      |             | Золото добывалось испанцами с 1774 года, но лихорадка началась только с золота в en:Oatman, Arizona. |
| Золотая лихорадка в Тасмании                                               | Австралия, Тасмания, Биконсфилд                                          | 1877   | ?      |             | en:Beaconsfield, Tasmania |
| Золотая лихорадка на Огненной Земле                                        | Южная Америка, Аргентина и Чили, Огненная Земля                          | 1883   | 1906   |             | Поспособствовала колонизации архипелага аргентинскими, чилийскими и европейскими поселенцами и сопровождалась геноцидом коренного индейского населения. |
| Витватерсрандская золотая лихорадка                                        | Африка, ЮАР, Йоханнесбург                                                | 1886   | ?      |             | Привела к появлению Йоханнесбурга. Также является одной из причин второй англо-бурской войны. |
| Золотая лихорадка в Кулгарди Coolgardie gold rush                          | Австралия, Западная Австралия, Кулгарди                                  | 1892   | ?      |             | Целый ряд золотых месторождений, работы велись до 1963 года. |
| Золотая лихорадка в Калгурли Kalgoorlie gold rush                          | Австралия, Западная Австралия, Калгурли                                  | 1893   | ?      |             | В 1989 году на смену частной золотодобыче пришла самая крупная шахта, добывающая золото открытым способом en:Super Pit gold mine. |
| Клондайкская золотая лихорадка                                             | Северная Америка, Канада, Юкон, Клондайк                                 | 1896   | ?      |             | |
| Атлинская золотая лихорадка Atlin Gold Rush                                | Северная Америка, Канада, Британская Колумбия, озеро Атлин               | 1898   | 1949   |             | Город был по дороге в Клондайк и многие старатели оставались в нём. |
| Золотая лихорадка в Серра Пеладе                                           | Южная Америка, Бразилия, Куриунополис, Серра Пелада                      | 1979   | 1986   |             | Шахта закрылась в 1986 году |